# Axos
Axos, pseudonimo di Andrea Molteni (Milano, 5 febbraio 1990), è un rapper italiano.

## Biografia

### La gioventù e il viaggio in Germania
Appassionato fin da piccolo dai generi metal e rock, Axos si avvicina al rap grazie alla scoperta e all'ascolto della musica di Eminem, e in particolar modo dell'album The Marshall Mathers LP nel 2011. Axos dichiara di aver iniziato a scrivere testi per canzoni già all'età di undici anni, ma di averli tenuti privati, a causa del suo carattere molto chiuso e introverso, fino all'età di 19 anni.
A quell'età, Axos inizia un viaggio da solo in Germania, senza dimora fissa. L'artista ha raccontato di aver scritto il suo primo album durante il viaggio, ma che il lavoro non è stato mai pubblicato dato che tutti i testi sono andati persi. L'esperienza del viaggio, secondo le sue dichiarazioni, lo ha influenzato profondamente a livello personale e l'ha spinto a proseguire il lavoro con la musica.

### I primi progetti ed etichette discografiche
Rientrato dalla Germania, Axos continua a scrivere testi per canzoni, facendosi strada nella scena underground di Milano e firmando un contratto con l'etichetta indipendente Bullz Records. Axos inizia a lavorare in studio e nel 2014 pubblica l'EP Carne Viva, il suo primo disco.
Axos ottiene buoni risultati dal suo primo lavoro, soprattutto grazie ad una notevole capacità descrittiva ed una scrittura considerata ricercata e mai banale.

### Le prime collaborazioni e Machete
Nel 2014 Axos collabora anche con diversi esponenti della Machete Crew, come Jack the Smoker, Lanz Khan e Yazee, per il Machete Mixtape III.
Nel 2015 compare in un progetto di Slait, Bloody Vinyl 2, di nuovo in collaborazione con Lanz Khan.
Nel 2016 pubblica il suo primo album, Mitridate, composto da 14 brani. Il lavoro unisce la scrittura riflessiva che contraddistingue Axos ad un'attitudine hardcore e particolarmente cruda e include collaborazioni con Jack the Smoker, Lazza e Salmo. Axos avrà l'occasione di aprire un paio di concerti di Salmo con i brani di Mitridate.
In seguito, i rapporti con il collettivo Machete Crew si rafforzano, testimoniati dalla presenza di Axos nel brano Title?, con Salmo e Nitro, in Hellvisback Platinum, riedizione dell'album Hellvisback. Nel dicembre 2016, Axos si unisce al gruppo Machete Crew, lasciando la sua precedente etichetta per firmare per Machete Empire Records.

### 2017-2018
Il contratto con la Machete Empire Records permette all'artista di affermarsi definitivamente a livello nazionale, mentre le collaborazioni continuano: Axos compare in Come No con Warez, Non Sei Tu di Dj 2P e nell'album Cosa rimane, prodotto da Biggie Paul e Rossella Essence.
Nel marzo 2017, Axos partecipa alla realizzazione del brano Benvenuti a Milano di Bassi Maestro, all'interno dell'album Mia maestà, insieme a Lazza, Jack the Smoker e altri.
Nel dicembre 2017 viene rilasciato l'unico disco prodotto dalla nuova casa discografica, l'EP Anima Mea, contenente 6 tracce senza collaborazioni, con produzioni musicali di Low Kidd, Pitto Stail e Yazee. Questo prodotto mantiene un'attitudine riflessiva, dando spazio a una scrittura più sensibile e introspettiva.
Nonostante il consenso conquistatosi e le numerose collaborazioni all'interno della casa discografica e non, il 22 giugno 2018 Axos decide di uscire dal gruppo Machete Crew e di conseguenza abbandonare la Machete Empire Records.
Nel novembre 2018 viene rilasciato il terzo EP di Axos, Corpus, L'Amore Sopra, composto da soli 4 brani, dove nuovamente non si trovano collaborazioni.

### 2019 eAnima Mundi
Il 2019 è caratterizzato per Axos da un lungo silenzio pubblico, che però dà i suoi frutti con l'uscita di due brani caratterizzati da uno stile nuovo e sperimentale: Ci Puoi Fare Un Film, distribuito dalla casa di produzione Universal Studios, con cui l'artista inizia a collaborare, e Harem, insieme a Side Baby e Don Joe. Inoltre, Axos collabora con i Linea 77 nel loro EP Server sirena.
Sempre nello stesso anno, Axos crea un gruppo di musicisti con il progetto "40", riprendendo la sfumatura rock e metal che lo caratterizza.
Nel novembre 2019, Axos avvia il suo primo tour a livello nazionale, con concerti a Roma, Milano, Torino e Napoli: questo prende il nome di "Sad Tour" ("Tour triste") per il taglio triste e malinconico dei testi.
Nel 2020, Axos continua ad alternare collaborazioni e progetti personali: partecipa infatti all'album di Egreen Fine Primo Tempo, nel brano Metti a fuoco.
L'attività prosegue anche durante l'emergenza sanitaria del COVID-19, e il 23 aprile Axos pubblica il brano Emily, il quale raggiunge i 2,5 milioni di streaming su Spotify.
Il 29 ottobre 2020 Axos pubblica il suo secondo album, Anima Mundi, prodotto da Universal Studios e contenente 14 brani, con le collaborazioni di Rosa Chemical, Ghemon e del produttore internazionale Kina.  Con Anima Mundi, la scrittura di Axos cambia nuovamente, diventando più profonda ed evidenziando interesse verso il mondo della spiritualità.

## Stile musicale
Lo stile musicale di Axos ha avuto più di un'evoluzione durante il suo percorso artistico. Agli inizi, le sue strofe erano caratterizzate da una scrittura personale, introspettiva, che viene accompagnata da concetti diretti. In un'intervista è stato paragonato a Chuck Palahniuk, scrittore che ha profondamente colpito l'artista per un atteggiamento talmente crudo dallo sfociare quasi nella violenza.
Proseguendo nella sua carriera, il personaggio di Axos ha subito più cambiamenti, rinunciando al suo lato più schietto per dar luce ai suoi sentimenti e alle sfaccettature del suo carattere.
A livello musicale, Axos ha sempre sperimentato nuovi generi e nuovi suoni, alternando la sua impronta hip-hop al rock, con richiami anche all'heavy metal. Grazie alla collaborazione con Kina, l'artista si è avvicinato anche alla musica elettronica e alla lo-fi.
Come fonti di ispirazione Axos ha indicato il suo viaggio in Germania e il lavoro di Eminem, artista che tra l'altro lo ha appassionato al mondo hip-hop e rap.

## Progetti esterni
In più di un'intervista Axos ha affermato di non voler basare la sua figura solo sulla musica e ha manifestato l'intenzione di costruire un progetto per aiutare in modo indipendente le persone più povere ed oppresse dai regimi politici in Africa.
Ha affermato la possibilità di avvicinarsi in futuro al mondo del cantautorato.
Per quanto riguarda i progetti compiuti, il 20 novembre 2020 Axos ha collaborato insieme alla giovanissima Anna con il Milan per il From Milan With Love: Next Gen, un evento organizzato via streaming per promuovere i nuovi talenti musicali delle ultime generazioni. Condotto da DJ Khaled, Max Brigante e Mariasole Pollio, il progetto comprende artisti emergenti provenienti da tutti i continenti, con l'obiettivo di aiutare una delle categorie di lavoratori più danneggiate dall'emergenza sanitaria.
Il 17 dicembre 2020, Axos è stato ospite alla trasmissione radio di Radio Zeta Generazione Futuro.

## Discografia

### Album in studio
- 2016 – Mitridate
- 2020 – Anima Mundi
- 2022 – Manie

### EP
- 2014 – Carne viva
- 2017 – Anima Mea
- 2018 – Corpus: L'Amore Sopra
- 2024 - 17.5

### Singoli
- 2017 – Blue Room
- 2017 – 11
- 2017 – Keith Moon
- 2018 – Iron Maiden
- 2018 – Moonchild
- 2019 – Ci puoi fare un film
- 2019 – Harem
- 2020 – Emily
- 2020 – Banlieue (con Lele Blade)
- 2020 – 50milabaci (con Kina)
- 2021 – Sur la lune
- 2021 – Molecole
- 2022 – Paura di me
- 2024 - Geremia
- 2025 - Crackhead (con Faser)
- 2025 - Il senso di vivere
- 2025 - Prede (con Cuta)